# Marshall Creek
Marshall Creek é uma cidade  localizada no estado norte-americano de Texas, no Condado de Denton.

## Demografia
Segundo o censo norte-americano de 2000, a sua população era de 431 habitantes.
Em 2006, foi estimada uma população de 483, um aumento de 52 (12.1%).

## Geografia
De acordo com o United States Census Bureau tem uma área de
0,6 km², dos quais 0,6 km² cobertos por terra e 0,0 km² cobertos por água.

## Localidades na vizinhança
O diagrama seguinte representa as localidades num raio de 8 km ao redor de Marshall Creek.